# Joel Robles
Joel Robles Vázquez (Getafe, 1990. június 17. –) spanyol labdarúgókapus, aki a Real Betis játékosa.

## Atlético Madrid
Az Atlético Madridban kezdte pályafutását, 18 évesen. 2008-ban a C csapatban, majd 2009-ben a B csapatba került föl. Összesen 28 bajnoki mérkőzésen játszott a 2009/2010-es szezonban.

## Rayo Vallencano
2012 januárjában kölcsön lett adva a Rayo Vallencanónak, ahol 13 bajnokin játszhatott.

## Wigan Athletic
2013 januárjában ismét kölcsön lett adva, ezúttal az angol Premier League-be, ahol megnyerték a FA kupát. Összesen 8 bajnoki mérkőzésen volt ott, majd a szezon végén visszatért Madridba.

## Everton
2013. július 9-én az Everton csapatába igazolt.
2013. december 26-án játszott a Sunderland ellen, amikor 25. percben Howard helyére állt be, aki piros lapot kapott.
A meccs végeredménye: 1-0-s vereség.
Később 2-1-re nyertek a Southampton ellen. Ezen kívül még kapott kezdőszerepet a kapuban. Az Arsenal ellen is védhetett.

## Válogatottság
Robles játszott Spanyolország színeiben is, U16-ban, U17-ben, U21-ben és most pedig az U23-ban. Az U21-es Európa-bajnokságot megnyerték, de a döntőn helyette De Gea, a Manchester United kapusa védett.